# 約恩·貝勞斯特吉
約恩·貝勞斯特吉·魯阿諾（西班牙語：Jon Belaustegui Ruano，1979年3月19日—）是一名西班牙男子手球運動員。他曾代表西班牙國家隊參加2008年夏季奧林匹克運動會男子手球比賽，獲得一枚銅牌。

## 外部連結
- 個人資料